# Caratê nos Jogos Olímpicos de Verão de 2020
As competições de caratê nos Jogos Olímpicos de Verão de 2020 em Tóquio foram realizadas entre os dias 5 e 7 de agosto de 2021 no Nippon Budokan. Esta fora a estreia do esporte nos Jogos Olímpicos após ser aprovado entre as cinco novas modalidades adicionadas especificamente ao programa de Tóquio 2020. Todavia, por não ser um esporte permanente, não fora incluído para Paris 2024.
Um total de oito eventos foram disputados de duas disciplinas do esporte: kumite, competição de luta com três categorias de peso em cada gênero, e kata, com um evento para cada gênero. Nesse último os competidores escolhem o kata para demonstrar um dos 102 movimentos aprovados pela Federação Mundial de Caratê (WKF). Os competidores não podem demonstrar o mesmo kata por duas vezes no torneio. Cada evento contou com um máximo de 11 competidores.

## Qualificação
Haviam 80 vagas em disputa para o caratê nos Jogos Olímpicos de 2020. Cada Comitê Olímpico Nacional (CON) não poderia qualificar mais do que oito caratecas (até quatro em cada gênero), com o máximo de um em cada categoria. Inicialmente dez competidores por categoria poderiam se qualificar, conforme abaixo:
- 1 do país-sede, Japão;
- 4 pelo ranking de qualificação olímpica de maio de 2021;
- 3 pelo Torneio de Qualificação Olímpica do caratê de 2021;
- 2 por representatividade continental ou por convite da Comissão Tripartite.

Como o ranking da WKF é baseado em cinco categorias de peso em vez das três categorias incluídas nas Olimpíadas de 2020, algumas delas foram baseadas em uma combinação de categorias da WKF. Nesses casos, os dois melhores de cada categoria se qualificaram para a categoria combinada olímpica (até 55 kg feminino, até 67 kg masculino, acima de 61 kg feminino e acima de 75 kg masculino), totalizando 4. Onde a categoria olímpica é a mesma da WKF (até 61 kg feminino e até 75 kg masculino), os quatro melhores da categoria qualificam.
O torneio de qualificação olímpica foi disputado nas mesmas categorias de peso da competição olímpica. Apenas CONs que não estavam qualificados pelo ranking olímpico para uma determinada categoria poderiam inscrever um carateca naquele torneio. Os três primeiros em cada categoria se qualificaram para as Olimpíadas.

## Formato

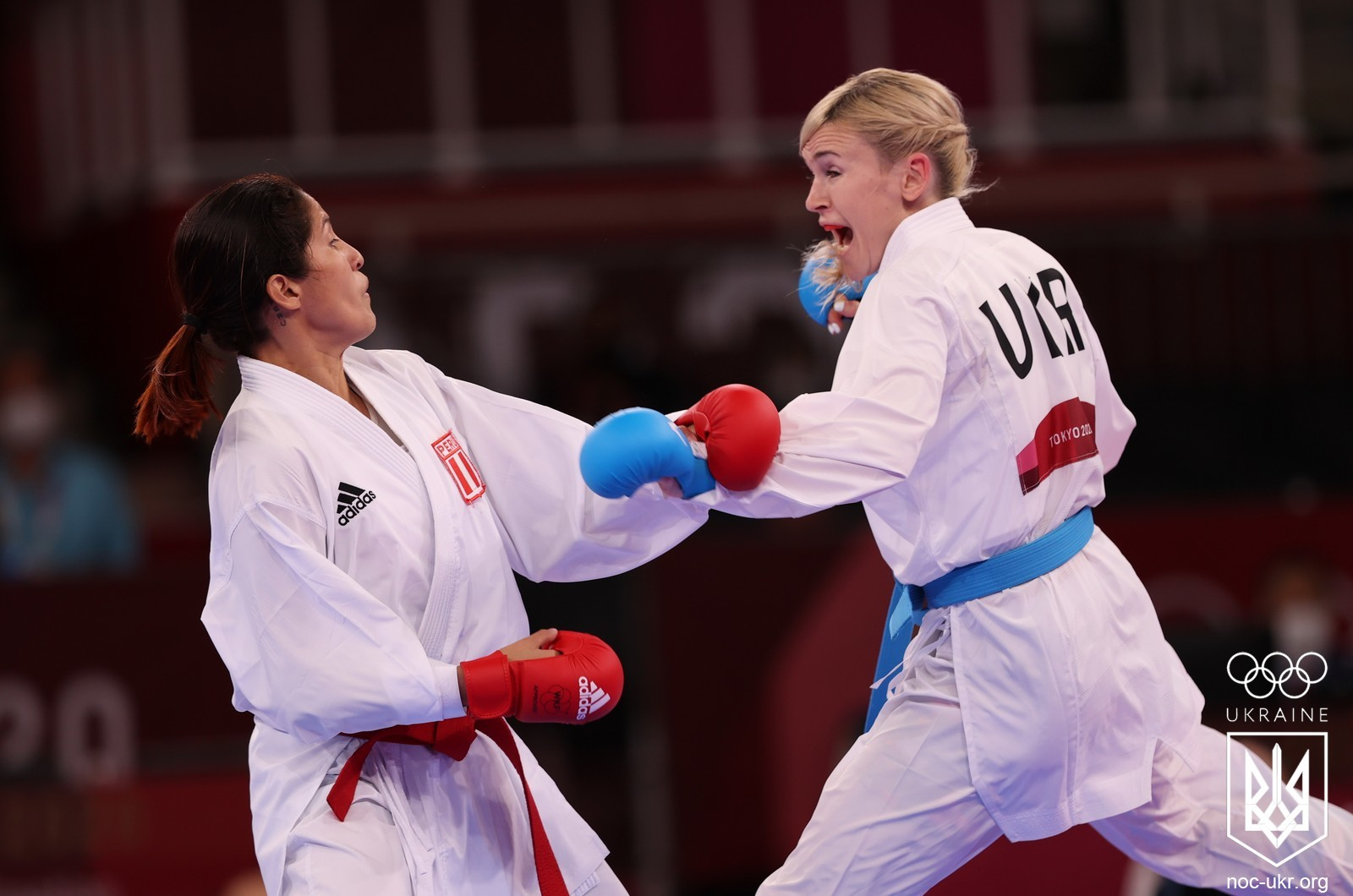
Disputa na categoria até 61 kg feminino do kumite

Para as disputas do kumite e do kata, as regras da WKF, efetivas em janeiro de 2018, foram adotadas. Em janeiro de 2019, um sistema baseado em pontos foi adotado para o kata.
Kumite
Dois competidores se enfrentam em uma competição em uma área de 8m x 8m. Cada combate dura 3 minutos, a não ser que um competidor consiga oito pontos a mais do que o oponente. Em caso de empate, o competidor que marcou primeiro é o vencedor. Em caso de empate sem pontos, o vencedor é declarado por decisão dos cinco juízes.
As pontuações variam de 1 a 3 pontos: Ippon para 3 pontos, Waza-ari para 2 pontos e Yuko para 1 ponto.
As penalidades são divididas em duas categorias. Se quatro advertências forem recebidas em qualquer uma das categorias, o competidor é desqualificado. Um competidor também pode ser desqualificado com menos de quatro advertências, se for considerado que agiu maliciosamente.
Kata
Cada um dos sete juízes julga as performances individuais com a escala de 5.0 a 10.0 em incrementos de 0.2 para pontos técnicos e atléticos, respectivamente. As duas notas mais altas e as duas mais baixas são eliminadas e todas as notas restantes são somadas para formar o placar final, que tem um peso de 70% para pontos técnicos e 30% para pontos atléticos. Em caso de empate, o competidor realiza um kata adicional para julgamento.
Há sete critérios de avaliação para pontos técnicos: postura, técnicas, movimentos de transição, tempo, respiração correta, foco e conformação. Os três critérios avaliados para pontos atléticos são: força, velocidade e equilíbrio.

## Calendário
As competições de caratê foram realizados durante três dias.
| F | Final |

| DataEvento       | 5 ago | 6 ago | 7 ago |
| ---------------- | ----- | ----- | ----- |
| –67 kg masculino | F     |       |       |
| –75 kg masculino |       | F     |       |
| +75 kg masculino |       |       | F     |
| Kata masculino   |       | F     |       |
| –55 kg feminino  | F     |       |       |
| –61 kg feminino  |       | F     |       |
| +61 kg feminino  |       |       | F     |
| Kata feminino    | F     |       |       |

## Nações participantes
Ao todo, 36 CONs tiveram atletas qualificados em ao menos um evento. Entre parênteses encontra-se representada a quantidade de atletas.
- GER Alemanha (4)
- KSA Arábia Saudita (1)
- ALG Argélia (1)
- AUS Austrália (1)
- AUT Áustria (1)
- AZE Azerbaijão (3)
- BUL Bulgária (1)
- CAN Canadá (1)
- KAZ Cazaquistão (5)
- CHN China (2)
- KOR Coreia do Sul (1)
- CRO Croácia (1)
- EGY Egito (5)
- EOR Equipe Olímpica de Refugiados (2)
- ESP Espanha (2)
- USA Estados Unidos (4)
- FRA França (3)
- GEO Geórgia (1)
- HKG Hong Kong (1)
- HUN Hungria (1)
- IRI Irã (3)
- ITA Itália (5)
- JPN Japão (8)
- JOR Jordânia (1)
- KUW Kuwait (1)
- LAT Letônia (1)
- MKD Macedônia do Norte (1)
- MAR Marrocos (1)
- NZL Nova Zelândia (1)
- PER Peru (1)
- ROC ROC (1)
- SRB Sérvia (1)
- SUI Suíça (1)
- TPE Taipé Chinês (2)
- TUR Turquia (7)
- UKR Ucrânia (3)
- VEN Venezuela (3)

## Medalhistas

### Masculino
| Evento          | Ouro                       | Prata                           | Bronze                              |
| --------------- | -------------------------- | ------------------------------- | ----------------------------------- |
| Kata detalhes   | Ryo Kiyuna JPN Japão       | Damián Quintero ESP Espanha     | Ariel Torres USA Estados Unidos     |
| Kata detalhes   | Ryo Kiyuna JPN Japão       | Damián Quintero ESP Espanha     | Ali Sofuoğlu TUR Turquia            |
| 67 kg detalhes  | Steven Da Costa FRA França | Eray Şamdan TUR Turquia         | Darkhan Assadilov KAZ Cazaquistão   |
| 67 kg detalhes  | Steven Da Costa FRA França | Eray Şamdan TUR Turquia         | Abdelrahman Al-Masatfa JOR Jordânia |
| 75 kg detalhes  | Luigi Busà ITA Itália      | Rafael Aghayev AZE Azerbaijão   | Gábor Hárspataki HUN Hungria        |
| 75 kg detalhes  | Luigi Busà ITA Itália      | Rafael Aghayev AZE Azerbaijão   | Stanislav Horuna UKR Ucrânia        |
| +75 kg detalhes | Sajjad Ganjzadeh IRI Irã   | Tareg Hamedi KSA Arábia Saudita | Ryutaro Araga JPN Japão             |
| +75 kg detalhes | Sajjad Ganjzadeh IRI Irã   | Tareg Hamedi KSA Arábia Saudita | Uğur Aktaş TUR Turquia              |

### Feminino
| Evento          | Ouro                       | Prata                          | Bronze                           |
| --------------- | -------------------------- | ------------------------------ | -------------------------------- |
| Kata detalhes   | Sandra Sánchez ESP Espanha | Kiyou Shimizu JPN Japão        | Grace Lau HKG Hong Kong          |
| Kata detalhes   | Sandra Sánchez ESP Espanha | Kiyou Shimizu JPN Japão        | Viviana Bottaro ITA Itália       |
| 55 kg detalhes  | Ivet Goranova BUL Bulgária | Anzhelika Terliuga UKR Ucrânia | Bettina Plank AUT Áustria        |
| 55 kg detalhes  | Ivet Goranova BUL Bulgária | Anzhelika Terliuga UKR Ucrânia | Wen Tzu-yun TPE Taipé Chinês     |
| 61 kg detalhes  | Jovana Preković SRB Sérvia | Yin Xiaoyan CHN China          | Giana Farouk EGY Egito           |
| 61 kg detalhes  | Jovana Preković SRB Sérvia | Yin Xiaoyan CHN China          | Merve Çoban TUR Turquia          |
| +61 kg detalhes | Feryal Abdelaziz EGY Egito | Irina Zaretska AZE Azerbaijão  | Gong Li CHN China                |
| +61 kg detalhes | Feryal Abdelaziz EGY Egito | Irina Zaretska AZE Azerbaijão  | Sofya Berultseva KAZ Cazaquistão |

## Quadro de medalhas

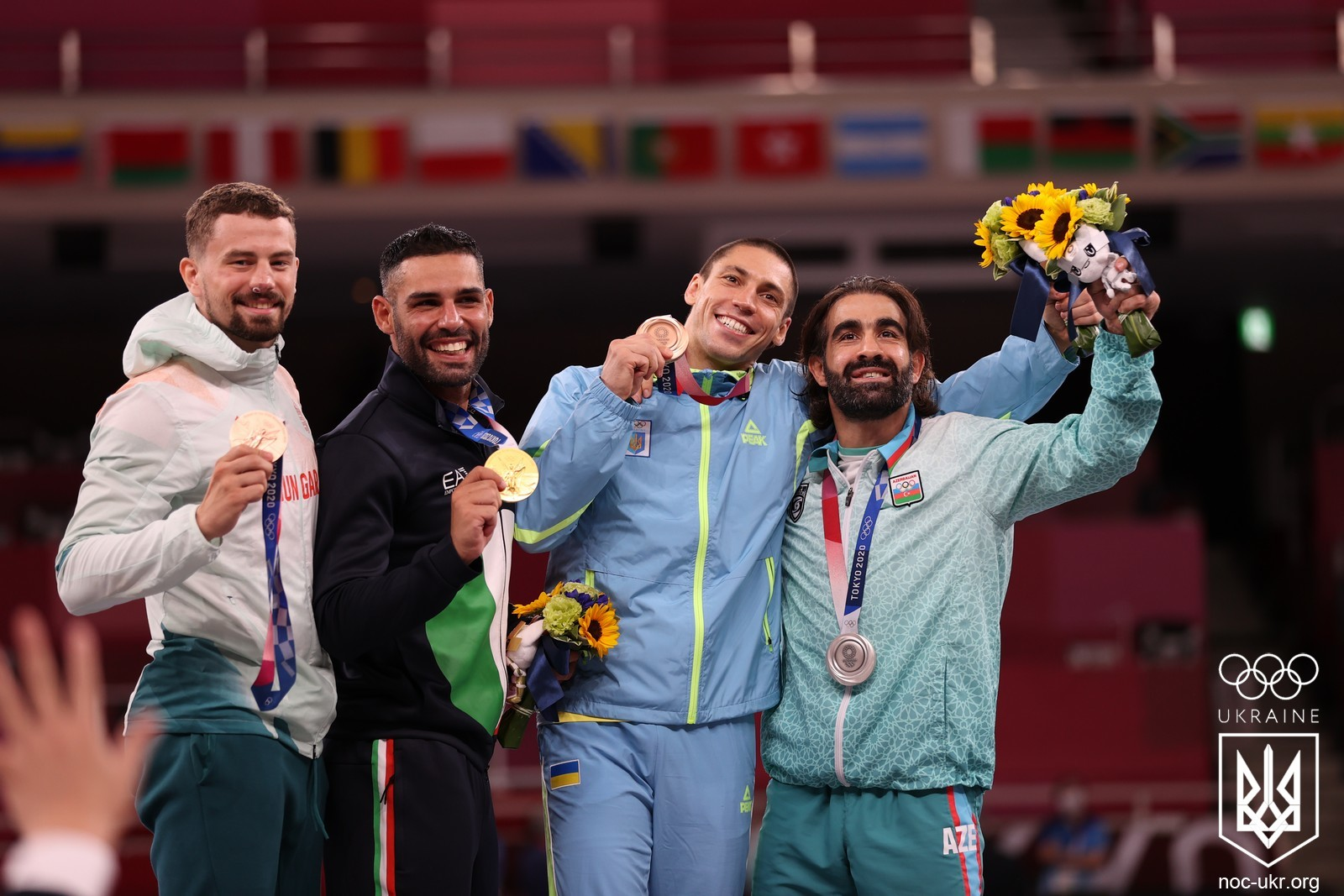
Medalhistas da categoria até 75 kg masculino

País sede destacado
| Ordem | País               | Medalha de ouro | Medalha de prata | Medalha de bronze |    | Ordem por total |
| ----- | ------------------ | --------------- | ---------------- | ----------------- | -- | --------------- |
| 1     | JPN Japão          | 1               | 1                | 1                 | 3  | 2               |
| 2     | ESP Espanha        | 1               | 1                |                   | 2  | 3               |
| 3     | EGY Egito          | 1               |                  | 1                 | 2  | 3               |
|       | ITA Itália         | 1               |                  | 1                 | 2  | 3               |
| 5     | BUL Bulgária       | 1               |                  |                   | 1  | 10              |
|       | FRA França         | 1               |                  |                   | 1  | 10              |
|       | IRI Irã            | 1               |                  |                   | 1  | 10              |
|       | SRB Sérvia         | 1               |                  |                   | 1  | 10              |
| 9     | AZE Azerbaijão     |                 | 2                |                   | 2  | 3               |
| 10    | TUR Turquia        |                 | 1                | 3                 | 4  | 1               |
| 11    | CHN China          |                 | 1                | 1                 | 2  | 3               |
|       | UKR Ucrânia        |                 | 1                | 1                 | 2  | 3               |
| 13    | KSA Arábia Saudita |                 | 1                |                   | 1  | 10              |
| 14    | KAZ Cazaquistão    |                 |                  | 2                 | 2  | 3               |
| 15    | AUT Áustria        |                 |                  | 1                 | 1  | 10              |
|       | HKG Hong Kong      |                 |                  | 1                 | 1  | 10              |
|       | HUN Hungria        |                 |                  | 1                 | 1  | 10              |
|       | JOR Jordânia       |                 |                  | 1                 | 1  | 10              |
|       | TPE Taipé Chinês   |                 |                  | 1                 | 1  | 10              |
|       | USA Estados Unidos |                 |                  | 1                 | 1  | 10              |
| TOTAL | TOTAL              | 8               | 8                | 16                | 32 | —               |